# Francesc Balla
Francesc Balla fou un músic i compositor català. Les dades que es conserven sobre aquest són escasses, com ara que va regir el magisteri de la parroquial de la capella de música de Sant Esteve d’Olot al segle XVII, concretament de l'any 977,abans de l’arribada de Josep Carcoler.
Pel que fa als mestres que van regir el magisteri de la parroquial a més a més de Francesc Balla, en trobem alguns com: Antoni Figueres, Joan Verdalet, Esteve Benet Jaume Sala entre d'altres.
Tanmateix, respecte l'església de Sant Esteve d'olot el qual va ser consagrat al 1116, va patir una gran reconstrucció degut als forts terratrèmols que va patir durant els anys 1427-1428.